# Freight Rover

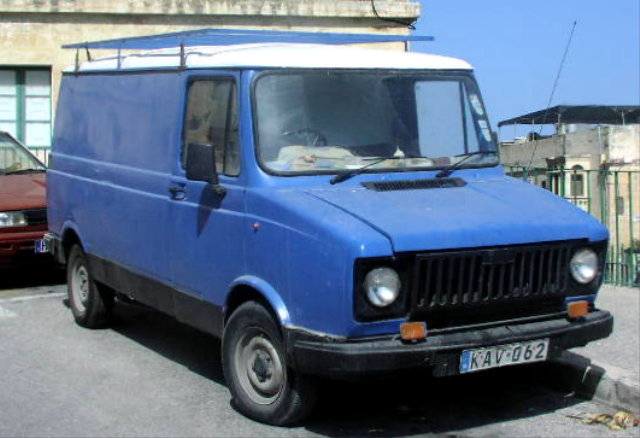
Freight Rover 250D

Freight Rover war ein britischer Nutzfahrzeughersteller aus Birmingham.

## Beschreibung
Das Unternehmen wurde 1981 als eigene Marke der Austin Rover Group für Kleintransporter gegründet. Der Name wurde analog zu Land Rover und Range Rover gewählt. Der Hintergrund war die Zerschlagung und Reprivatisierung der verstaatlichten BLMC durch die neue britische Regierung unter Margaret Thatcher. Die Leyland Trucks und Busse wurden zur Leyland Trucks Division. 1987 wurde die Bussparte ausgegliedert und 1988 an Volvo verkauft.
Die Rover Group gründete gemeinsam mit DAF Leyland DAF und brachte Leyland Trucks und Freight Rover in das Unternehmen ein. DAF hielt 60 Prozent und die Rover Group 40 Prozent der Anteile an Leyland DAF.

## Modelle
- Freight Rover Sherpa (1982–1984), Vorgänger: Leyland Sherpa/Morris Sherpa (1974–1982)
- Freight Rover 200 Series (1984–1989)
- Freight Rover 300 Series (1984–1989)